# إحتار خيالي (أغنية)
إحتار خيالي هي أغنية لعبد الحليم حافظ وشادية من ألحان حسين جنيد وكلمات محمد علي أحمد. صدرت سنة 1955 في فيلم لحن الوفاء.

## كلمات الأغنية
إحتار خيالي مع الليالي
مين اللى يعرف جواب سؤالي
مين اللـي يـعرف مين
طيف محيرني في الخيال شفته
صوت بيسحرني عمري ماسمعته
مر بشبابي قلت اهي مرة
دق على بابي مرة ورا مرة
وانا كنت خالي واحتار خيالي
مين اللـي يـعرف مين
قلبي وقلبك سوا
يمكن يكون الهوى
إحكي لي يا مشتاق
وادينى وصفاته
الحب ياعشاق
أعرف أمارته
في الربيــع زارني
وردة في منامي
عطره فكرني
نام وصحاني
مر بشبابي قلت اهي مــــرة
دق على بابي مرة ورا مرة
وانا كنت خالـي
واحتار خيالـي
مر بشبابي قلت أهي مرة
دق على بابي مرة ورا مرة
وأنا كنت خالي واحتار خيالي
مين اللى يعرف مين
امشي علي درب الهوا
تلقي الطبيب والدوا
الحب فرح وغني
اسالني عنه انا انا
مر بشبابي قلت أهي مرة
دق على بابي مرة ورا مرة
مين اللى يعرف مين